# Lapedona
Lapedona település Olaszországban, Marche régióban, Fermo megyében. Lakosainak száma 1161 fő (2023. január 1.). Lapedona Campofilone, Montefiore dell'Aso, Monterubbiano, Moresco, Altidona és Fermo községekkel határos.

## Népesség
A település lakossága az elmúlt években az alábbi módon változott:
| Lakosok száma | 1182 | 1189 | 1161 |
|               | 2017 | 2018 | 2023 |